# Sylvia Likens
Sylvia Marie Likens, née le 3 janvier 1949 et morte le 26 octobre 1965 à l'âge de 16 ans, est une adolescente américaine assassinée dans l'Indiana par la femme chargée de sa garde, Gertrude Baniszewski, et d'autres enfants.

## Histoire

### Enfance
Sylvia Likens naît à Lebanon, dans l'Indiana. Elle est la fille de Lester et Betty Likens. Elle est la seule enfant de sa famille à ne pas avoir de jumeau. Sa sœur Dianna (ou Dannya) et son frère Danny sont plus âgés de deux ans ; Jenny et Benny, également jumeaux, ont un an de moins qu'elle. Ses parents sont forains.
Les deux frères étaient confiés aux grands-parents au moment de la mort de Sylvia. Leur sœur avait pris son indépendance et Jenny accompagna sa sœur Sylvia durant leur garde chez Gertrude Baniszewski.

### Personnalité
Sylvia est décrite comme une jeune fille douce, un peu effacée, appréciée par tous, serviable et toujours prête à aider dans la maison. Avant d'être séparée de ses parents, elle donnait à sa mère l'argent qu'elle gagnait en faisant des baby-sitting et du repassage.
Elle est décrite comme une élève moyenne et malgré ses nombreuses absences, elle réussit à passer en classe supérieure d'année en année.

### Placement chez Gertrude Baniszewski

Gertrude Baniszewski en 1986.

Scolarisée au lycée technique du comté, elle se lie d'amitié avec Paula Baniszewski qui fréquentait le même établissement et habitait le même quartier. Elles se sont d'ailleurs rencontrées lors d'une promenade de Sylvia et sa sœur Jenny autour du pâté de maisons. Paula invite Sylvia et Jenny chez elle, pour discuter et écouter de la musique, mais les sœurs Likens, en raison de leur éducation très libre pour l'époque, acceptent d'y passer la nuit. Le père des deux jeunes filles vient le lendemain dans la maison de la famille Baniszewski pour chercher ses enfants. C'est ainsi que la mère, Gertrude dite « Gertrie » ou « Mme White » (car ayant un dernier enfant né d'une relation illégitime, elle voulait faire croire à son entourage que son nom avait changé au profit de celui du père de son bébé, afin de cacher à ses voisins et aux fidèles de l'église qu'elle fréquentait, sa véritable situation) propose à M. Likens de garder ses filles, moyennant 20 $ par semaine, pour que lui et sa femme puissent travailler. Avant de confier ses filles à Gertrude, Lester était séparé de sa femme Betty qui vivait avec ses enfants dans l'Indiana. C'est pour tenter de se réconcilier avec sa femme et ainsi sauver son mariage, que Lester est venu voir Betty pour lui demander de venir travailler avec lui. Sa femme accepte à condition de pouvoir faire garder les enfants.
Ce marché étant conclu, les parents Likens laissent leurs filles Sylvia et Jenny à la garde de Mme Baniszewski. Au bout de sept jours, n'ayant pas reçu le chèque, comme convenu avec M. Likens, « Gertrie » punit les deux sœurs. Le chèque arrive le lendemain, mais c'était le début du cauchemar pour les deux jeunes filles et plus spécialement pour Sylvia, qui est torturée à mort par Gertrude Baniszewski, ses enfants et d'autres enfants du quartier.
Il est établi au cours du procès que Gertrude avait nourri une sorte de jalousie emplie de haine envers Sylvia, qui était une jeune fille propre, bien élevée et jolie, à l'instar de tout ce que cette femme aurait voulu être. Puis, lorsqu'un garçon fit courir une rumeur selon laquelle Sylvia racontait à tout le monde que Stéphanie — la deuxième fille de Gertrude, âgée alors de 15 ans — se faisait payer en échange de faveurs sexuelles, Stéphanie frappa Sylvia au menton. Mme Baniszewski demanda au petit ami de Stéphanie, Coy Hubbard, de jeter Sylvia dans la cave. Celui-ci, par la suite, au même titre que les adolescents du quartier qui venaient chaque jour torturer la pauvre jeune fille au sous-sol, frappait Sylvia, cognait sa tête à plusieurs reprises contre le mur, lui fit des prises de judo et la jetait violemment sur le sol.

### Autopsie
L'autopsie du corps de Sylvia Likens révèle de nombreuses brûlures, des contusions et des lésions nerveuses et musculaires. Mme Baniszewski, aidée d'un adolescent du quartier, lui a tatoué sur le ventre le chiffre 3 suivi de la phrase « Je suis une prostituée et j'en suis fière ». Dans son agonie, Sylvia s'est mangé les lèvres. Sa frayeur était telle, que Sylvia ne contrôlait plus ses urines. Sa cavité vaginale a été coupée et brûlée, un examen du canal détermine formellement que son hymen était encore intact, ainsi les affirmations des Baniszewski selon lesquelles Sylvia était une prostituée et leur insistance qu'elle était enceinte, ont pu largement être infirmées au cours du procès. La cause officielle du décès est un œdème cérébral, hémorragie interne du cerveau.

### Procès
Gertrude Baniszewski, deux de ses enfants, Paula et John, et deux autres jeunes du quartier, Coy Hubbard et Richard Hobbs, ont été accusés et reconnus coupables du crime. La torture de la victime et son assassinat ont été décrits par le procureur lors du procès des Baniszewski et ont été déclarés comme « le pire crime perpétré contre une personne dans l'histoire de l'Indiana ».
Gertrude Baniszewski a été condamnée à l'emprisonnement à vie sans possibilité de libération conditionnelle, condamnation qui fut cependant cassée en 1971 et qui entraina, à l'issue de ce second procès, sa condamnation à une peine d'emprisonnement à vie avec possibilité de libération conditionnelle après une durée de 18 années, libération qui lui fut accordée, malgré une polémique, le 4 décembre 1985. Elle alla à Laurel, chez sa fille, Paula, dans l'état de l'Iowa, où elle mourut d'un cancer du poumon le 16 juin 1990.
Paula Baniszewski  a été condamnée pour meurtre lors du premier procès. Quand le procès a été cassé en 1971, elle a plaidé coupable de coups et blessures ayant entrainé la mort. Elle a été libérée sous condition en 1972.
John Baniszewski a été condamné malgré son jeune âge (12 ans au moment des faits) et a fait 2 ans de prison.
Coy Hubbard et Richard Hobbs ont également fait deux ans de prison.

## Adaptations au cinéma
Deux films racontant l'histoire de Sylvia Likens ont été réalisés en 2007 : The Girl Next Door et An American Crime.